# پیتر پارکر، بارونت اول
پیتر پارکر، بارونت اول (انگلیسی: Sir Peter Parker, 1st Baronet؛ ۱۷۲۱ – ۲۱ دسامبر ۱۸۱۱) فرد نظامی اهل پادشاهی بریتانیای کبیر بود.
او افسر نیروی دریایی سلطنتی و سیاستمدار بود. او به عنوان یک افسر جزء، در آغاز جنگ جنکینز ایر، به همراه اسکادرانی به فرماندهی ادمیرال ادوارد ورنون به هند غربی اعزام شد. او دوباره در نبرد تولون در طول جنگ جانشینی اتریش حضور یافت. به عنوان کاپیتان کشتی درجه چهار اچ‌ام‌اس بریستول، در طول جنگ هفت ساله در حمله به گوادلوپ شرکت کرد.

او به عنوان یک دریادار، به ایستگاه آمریکای شمالی اعزام شد تا از یک لشکرکشی به رهبری ژنرال سر هنری کلینتون که در مراحل اولیه جنگ انقلاب آمریکا، وفاداران به بریتانیا را در مستعمرات جنوبی تقویت می‌کرد، پشتیبانی دریایی کند. او رهبری یک حمله دریایی علیه استحکامات جزیره سالیوان (که بعداً به نام فرمانده آنها فورت مولتری نامیده شد) را بر عهده داشت و از چارلستون، کارولینای جنوبی محافظت کرد. با این حال، پس از یک نبرد طولانی و سخت، پارکر مجبور شد حمله را متوقف کند، زیرا متحمل تلفات سنگینی از جمله از دست دادن یک کشتی شده بود. او متعاقباً تحت فرماندهی لرد هاو در حمله و تصرف شهر نیویورک خدمت کرد و فرماندهی اسکادرانی را بر عهده داشت که لانگ آیلند و رود آیلند را تصرف کرد.
پارکر پیش از بازگشت به عنوان نماینده پارلمان از سیفورد و سپس به عنوان نماینده از مالدون، فرمانده در جامائیکا شد. او بعداً فرمانده در پورتسموث شد.